# Warren D. C. Hall
Warren DeWitt Clinton Hall (1794 - 8 de abril de 1867), também chamado D.C. Hall, foi um advogado, pioneiro e soldado texano. Ativo na Revolução do Texas, atuou como Secretário de Guerra da República do Texas em 1836. Seu irmão, George Braxton Hall, foi parte dos 300 colonos originais no Texas. Foi um maçom na Louisiana, havendo um símbolo maçônico em sua lápide. Era um defensor ativo da maçonaria.
Hall passou seus últimos anos em sua fazenda, conhecida como Três Árvores, no sudoeste do condado de Brazoria, Texas, onde morreu em 8 de abril de 1867. Está enterrado no Cemitério Episcopal da Trindade em Galveston. O Condado de Hall , no Texas, foi nomeado em sua homenagem.

## Ligações Externas
- Warren, D. C. Hall no Manual do Texas
- Warren D. C. Hall (em inglês) no Find a Grave [fonte confiável?]